# Desonta Bradford
Desonta Bradford (Humboldt, 12 aprile 1996) è un cestista statunitense.

## Palmarès
- Alpe Adria Cup: 1

Körmend: 2018-19
- Coppa del Belgio: 1

Anversa Giants: 2023